# Kadıoğluçiftliği, Türkoğlu
Kadıoğluçiftliği là một xã thuộc huyện Türkoğlu, tỉnh Kahramanmaraş, Thổ Nhĩ Kỳ. Dân số thời điểm năm 2010 là 730 người.